# Jean-Baptiste Cerlogne
Jean-Baptiste Cerlogne (pron. fr. AFI: [ʒɑ̃‿batist sɛʁlɔɲ]) (Cerlogne, 6 marzo 1826 – Saint-Nicolas, 7 ottobre 1910) è stato un poeta, presbitero e linguista italiano, autore di alcune canzoni, studioso del patois valdostano e suo sistematizzatore tramite la stesura della grammatica (in francese) e del primo dizionario patois-francese.
È ricordato come il massimo poeta dialettale della Valle d'Aosta.

## Biografia
Jean-Baptiste Cerlogne nacque il 26 marzo 1826 nel villaggio valdostano di Cerlogne, nel comune di Saint-Nicolas, dove suo padre Jean-Michel, veterano di Napoleone, lavorava come maestro. Nell'infanzia condivise la sorte di tanti suoi compaesani coetanei: di origini umili, fin da piccolo aiutava la famiglia contadina nei lavori agricoli e nel settembre del 1837, appena undicenne, dovette emigrare a Marsiglia per fare lo spazzacamino. Rientrò nel 1841 ma ripartì in autunno; dopo alcuni mesi sempre a Marsiglia, divenne sguattero dell'Hôtel des Princes. Nel 1845 tornò a Saint-Nicolas dove seguitò a frequentare la scuola del villaggio (fr. École de hameau). Il 4 gennaio 1847 partì da Aosta come soldato di leva per servire il re Carlo Alberto. Prese parte alle battaglie di Goito e di Santa Lucia. Nel 1848 partì di nuovo per partecipare alla Prima guerra di indipendenza italiana: nella battaglia di Valeggio, venne fatto prigioniero e trattenuto dagli austriaci fino al 7 settembre 1848. Nella sua autobiografia sottolineò l'umanità con la quale venne trattato dall'esercito austriaco. Il 23 marzo 1849 partecipò alla battaglia di Novara, alla fine di settembre venne congedato e rientrò a Saint-Nicolas dove frequentò ancora, più che maggiorenne, la scuola di villaggio.
Nel settembre del 1851 entrò come cuoco al Seminario maggiore di Aosta, dove l'anno successivo compose le prime poesie in lingua francese. Nell'agosto 1854 temendo di perdere il posto dopo la morte del Superiore del Seminario si trasferì al pensionato. L'anno successivo morì sua madre e a luglio lasciò il lavoro in cucina per tornare al paese natale. Nell'agosto 1855 venne richiamato in seminario dove gli offrirono l'incarico di camerario, ma mancando il cuoco Cerlogne riprese il suo posto in cucina.
Nel 1855 il Canonico Édouard Bérard, credendo di smascherare un impostore lo invitò a comporre una poesia in patois valdostano sul Figliol prodigo, nacque così in una quindicina di giorni L'Infan prodeggo, la prima poesia in patois della letteratura valdostana, che venne letta alla presenza di monsignor André Jourdain, vescovo di Aosta, e del conte Crotti. Nello stesso anno, prima di Natale, compose la poesia La maenda à Tsesalet (La merenda a Chésallet) e monsignor Jourdain si impegnò a sostenere le spese per gli studi.
Dal 16 agosto 1856 Cerlogne lasciò il suo incarico di cuoco e iniziò gli studi sotto la guida del parroco di Saint-Nicolas, don Basil Guichardaz. Il 15 ottobre 1859 rientrò al seminario, non più come cuoco ma come seminarista. Nel 1861 Cerlogne compose la sua canzone più famosa in dialetto valdostano: La Pastorala, il canto di Natale per eccellenza in Valle d'Aosta. La melodia è quella di una pastorale suonata all'organo da Tibaldi durante le feste di Natale, le parole vennero pubblicate sul Secolo nel 1884. Nel 1862 sulla stessa melodia compose la Pastorale in lingua francese.
Di lì a poco sentì la vocazione e, dopo alcuni anni di vicariato, divenne curato di campagna: il 22 dicembre 1864 celebrò la sua prima messa a Saint-Nicolas, il 1º febbraio fu nominato vicario a Valgrisenche dove tradusse in dialetto la Bolla sull'Immacolata Concezione che venne inserita dal canonico Édouard Bérard nella raccolta che ne contiene 250 traduzioni. Verso la fine di settembre del 1866 fu trasferito a Pontboset, dove ottenne una Medaglia al merito civile per l'assistenza alla popolazione durante l'epidemia di colera del 1867.
L'anno seguente compose l'inno Les petits chinois (I piccoli cinesi) sull'aria Aveine, aveine ... (Averne, averne).
Dal 19 novembre 1870 venne nominato parroco di Champdepraz, dove iniziò la sua attività di viticoltore dissodando degli appezzamenti incolti.
Nell'ottobre 1879 venne inviato su sua richiesta alla Rettoria di Saint-Jacques d'Ayas dove per quattro anni lavorò alla redazione del dizionario e della grammatica del dialetto valdostano. Nel settembre 1883 rientrò a Champdepraz ove compose nel 1886 Lo Tsemin de Fer (La ferrovia), l'anno seguente Le s-ou et le dove comére (Le uova e le due comari) e A do dzovenno epaou (A due giovani sposi), e nel 1888 la Pastorala di Rei (La pastorale dei re magi).
Nel 1889 si trasferì a Trino (villaggio di Gressoney-Saint-Jean) in qualità di rettore, nel 1891 a Barbania, in provincia di Torino, dove pubblicò due numeri dell'Armanaque di Velladzo, (L'almanacco del villaggio) che nell'edizione del 1893 contiene la Tsanson de Carnaval (La canzone di carnevale), sette strofe sul carnevale visto dai poveri.
Tra Casa Savoia e Cerlogne intercorreva un rapporto privilegiato di affetto e stima reciproci. Anche taluni dei suoi scritti si prestano a evidenziare l'esistenza di uno speciale legame tra popolo e dinastia, vista quasi come collante e simbolo identitario. In una poesia del 1890, dedicata À Sa Majesté la Reine d'Italie lors de son second séjour à Gressoney (per la regina Margherita), egli parla, tornando con la memoria ai tempi in cui seguì il re Carlo Alberto sui campi di battaglia: Que l'Ange du bon Dieu, Vous couvrant de son aile, / Vous conserve Vous, la Famille Royale, / à l'amour des sujets qui mourraient pour leur Roi.
Il 16 giugno 1893 divenne cappellano alle Grangie di Front Canavese dove pubblicò Le maçon de Saint-Gra (I muratori di San Grato). Il 30 ottobre 1894 si trasferì a Pessinetto dove compose La vie du petit ramoneur (La vita del piccolo spazzacamino), e nel gennaio 1896 la Tsanson de Carnaval (La canzone di carnevale), dal titolo identico a quella del 1893 ed come la precedente ispirata dall'ingiustizia sociale che contrappone i potenti ai poveri. Nella penultima strofa di quest'opera l'autore descrive il dramma dell'emigrazione.
Nel luglio 1896 ancora un trasloco, a Cantoira, per soli otto mesi, prima di recarsi a La Calma di Corio dove compose nel 1898 Cinquantiémo anniverséro de 48 (Cinquantesimo anniversario del '48). Il 12 ottobre si spostò a San Vito per poi rientrare il 12 marzo 1899 a Champdepraz da dove pubblica Il Prete gobbo al gabba preti.
Il 26 agosto 1899 Cerlogne, fu nuovamente trasferito, a Canale d'Alba, che lasciò il 12 maggio 1901 per la rettoria di Vieyes, villaggio di Aymavilles, dove compose Le 22 juillet 1901 à Courmayeur (Il 22 luglio 1901 a Courmayeur) per l'inaugurazione del giardino botanico "abbé Henry", La freide poésie e diverse altre poesie.
Il 30 novembre 1903 entrò nel priorato di Saint-Jacquême, a Saint-Pierre, la casa di riposo dei sacerdoti valdostani, in cui compose Le patois valdôtain, pubblicata nel 1909. In questo testo compare La fenna consolaye, una canzone raccolta da Cerlogne che secondo l'Abbé «i nostri vegliardi di 80 anni hanno imparato dalle loro nonne». Il 6 marzo 1908 lasciò il priorato e si trasferì prima a Villeneuve, ospite del letterato Marius Thomasset, poi nella canonica di Saint-Nicolas, dove si spense il 7 ottobre 1910.

### Cerlogne poeta e linguista
Jean-Baptiste Cerlogne fu il primo poeta valdostano noto, ossia ad aver lasciato poesie scritte: la prima poesia in patois è la sua L'Infan prodeggo del 1855. Fu soprattutto uno spirito curioso: pioniere della dialettologia, il suo lavoro sul patois valdostano è ancora oggi punto di riferimento per gli studiosi di francoprovenzale, mentre la sua grammatica di patois seppe sistematizzare e raccogliere in forma scritta la varietà delle parlate locali; Cerlogne seppe anche trasformare la sua esperienza come contadino e spazzacamino in poesie dai toni lirici, usando la sua lingua madre per descrivere la vita quotidiana o alcuni aneddoti pastorali, come nella Bataille di vatze à Vertozan (a proposito della Bataille de reines).

### Cerlogne coltivatore, vinificatore e distillatore
Non fu solo prete e poeta, ma anche coltivatore, vinificatore e distillatore di grappa. Ci è rimasta testimonianza di una lettera del Prof. Zuccaro, scritta a Novara il 21 gennaio 1888 e citata da René Willien nel suo libro dedicato a Cerlogne, in cui gli si ordina una mezza dozzina di litri del suo eccellente distillato (excellente eau-de-vie). Come coltivatore, fu contrario alla legge che eliminava l'esenzione dalla tassa di distillazione per i proprietari dei fondi coltivati a vite.

## Riconoscimenti

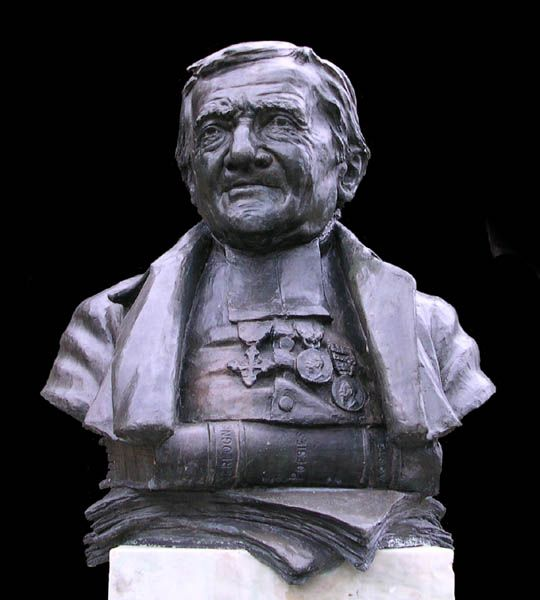
Busto di Cerlogne del 1914, a Saint-Nicolas nei pressi del Bois de la Tour.

A Saint-Nicolas, nei pressi del Bois de la Tour, nel 1914 venne dedicato all'Abbé Cerlogne un busto con iscrizione in francese; il giornale Le Pays d'Aoste vi rilevò alcuni errori ortografici che vennero corretti.
A Cerlogne è sono dedicati anche:
- il Museo omonimo, in località La Cure a Saint-Nicolas, attraverso gli studi di René Willien;
- una delle scuole medie di Aosta e la scuola di Saint-Pierre;
- la principale via del borgo di Villeneuve;
- una via del centro storico di Aosta, e in quelli di Saint-Vincent e Morgex.

## IlConcours Cerlogne

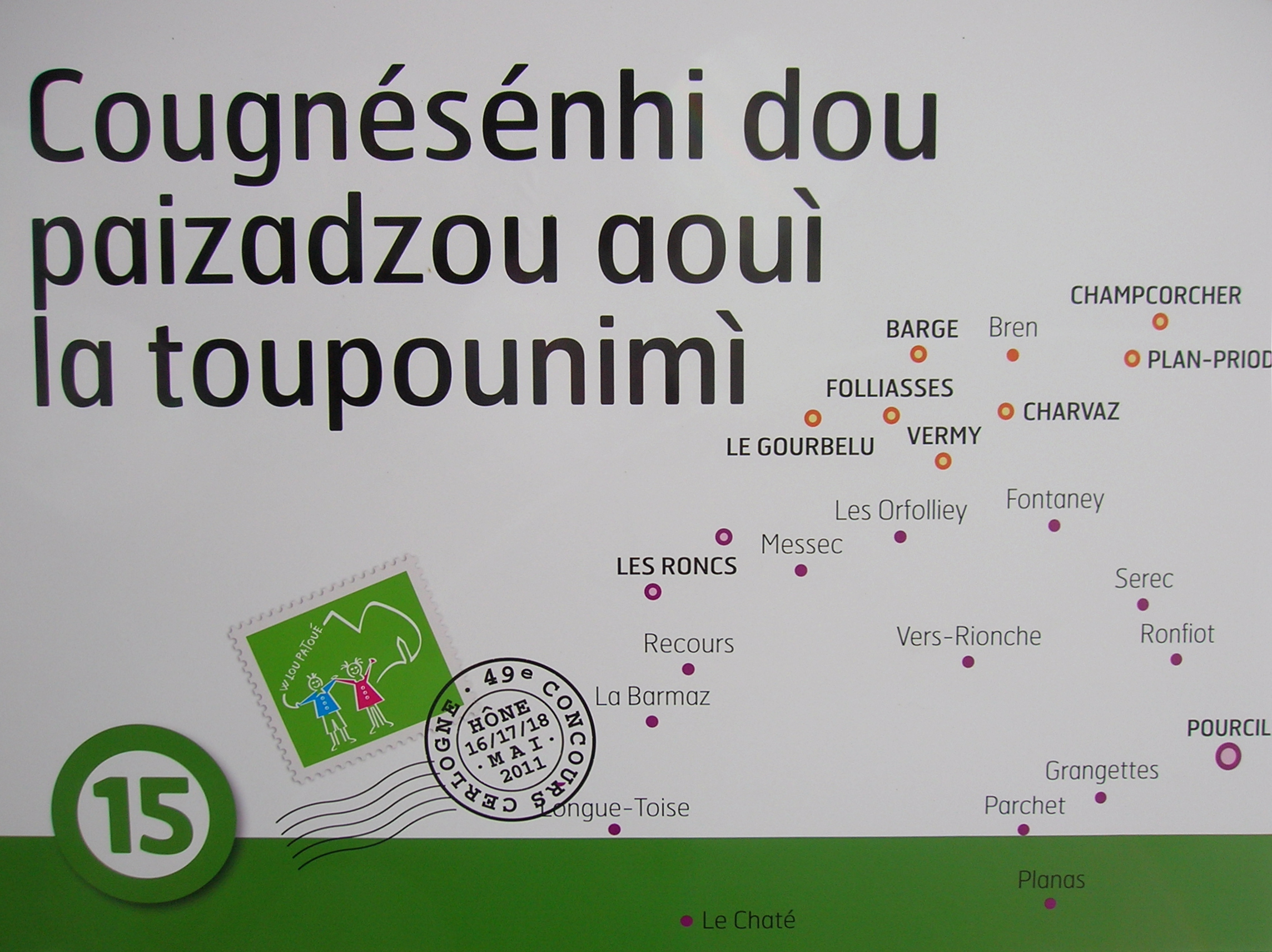
Cartello in patois a Hône per il "Concours Cerlogne" del 2011.

In collaborazione con il Centre d'études francoprovençales René Willien di Saint-Nicolas, il BREL (Bureau Régional pour l'Ethnologie et la linguistique, l'Ufficio regionale per l'etnologia e la linguistica della Regione autonoma Valle d'Aosta) organizza il Concours de Patois (concorso di dialetto) Abbé Cerlogne. A partire dalla prima edizione del 1963, il concorso coinvolge ogni anno circa 2.000 alunni delle scuole materne, elementari e medie della Valle d'Aosta ed ultimamente anche scolaresche della Savoia, del Vallese, delle valli arpitane del Piemonte e delle comunità alloglotte di Faeto e Celle di San Vito in provincia di Foggia.
Esso si propone di iniziare gli allievi alla ricerca di documenti in Arpitano appartenenti alla tradizione orale, attorno ad un tema annuale riguardante la civiltà alpestre, nonché di creare nelle nuove generazioni l'interesse per il dialetto.
Il Concours Cerlogne inizia con due giornate di preparazione ed aggiornamento destinate agli insegnanti interessati. Durante l'anno scolastico, insegnanti e alunni svolgono ricerche presso i loro genitori e parenti. Il materiale (vecchi documenti, foto, oggetti, testimonianze orali, ecc.) viene raccolto, analizzato e il risultato della ricerca viene presentato sotto forma di album illustrati, CD-ROM, cassette audio e video. I lavori del Concours Cerlogne sono conservati e consultabili presso il Centre d'études francoprovençales. Il concorso si conclude nel mese di maggio con una festa di tre giorni che si svolge ogni anno in un diverso comune della Valle d'Aosta.

## Opere
- Dzan pouro (1892);
- Petite grammaire du dialecte valdôtain (1893);
- Dictionnaire du dialecte valdôtain (1908);
- Le patois valdôtain - son origine littéraire et sa graphie (1909);
- Poésies en dialecte valdôtain.
- Dictionnaire de patois valdôtain précédé de la petite grammaire, Imprimerie Catholique, Aoste 1907. (l'opera in formato digitale consultabile su OpenLibrary.org)

### Poesie
- L'Infan prodeggo (1855)
- La marenda a Tsesalet
- La Pastorala (1861)
- Les petits chinois (1868) (inno in francese)
- Lo Tsemin de Fer (Ferrocarrils, 1886)
- Le s-ou et le dove comére (1887)
- A do dzovenno epaou (1887)
- Pastorala di Rei (Pastoral del rei, 1888).
- Tsanson de Carnaval (1893),
- Le maçon de Saint-Gra
- La vie du petit ramoneur (1894)
- Cinquantiémo anniverséro de 48 (1898)
- Le 22 juillet 1901 à Courmayeur (1901)
- Le patois valdôtain (1909)
- La fenna consolaye (1910)